# Sara Mustonen (cyclisme)
Sara Mustonen-Lichan, née le 8 février 1981  à Höganäs en Suède, est une coureuse cycliste professionnelle suédoise. C'est une sprinteuse. 

## Biographie
Elle pratique l'équitation, le dressage pour être précis, jusqu'à l'âge de quinze ans. Elle se met ensuite à la boxe. Elle devient vice-championne de Suède et fait partie de l'équipe nationale. Elle se blesse au coude et doit arrêter ce sport. À vingt-cinq ans, elle travaille en tant que coursier et découvre ses capacités à vélo. 
Elle devient professionnelle à la fin de 2006 dans l'équipe SC Michela Fanini Rox. Elle aime les courses flandriennes. Elle emménage en 2011 à Gera en Allemagne pour y rejoindre son partenaire.

## Palmarès sur route

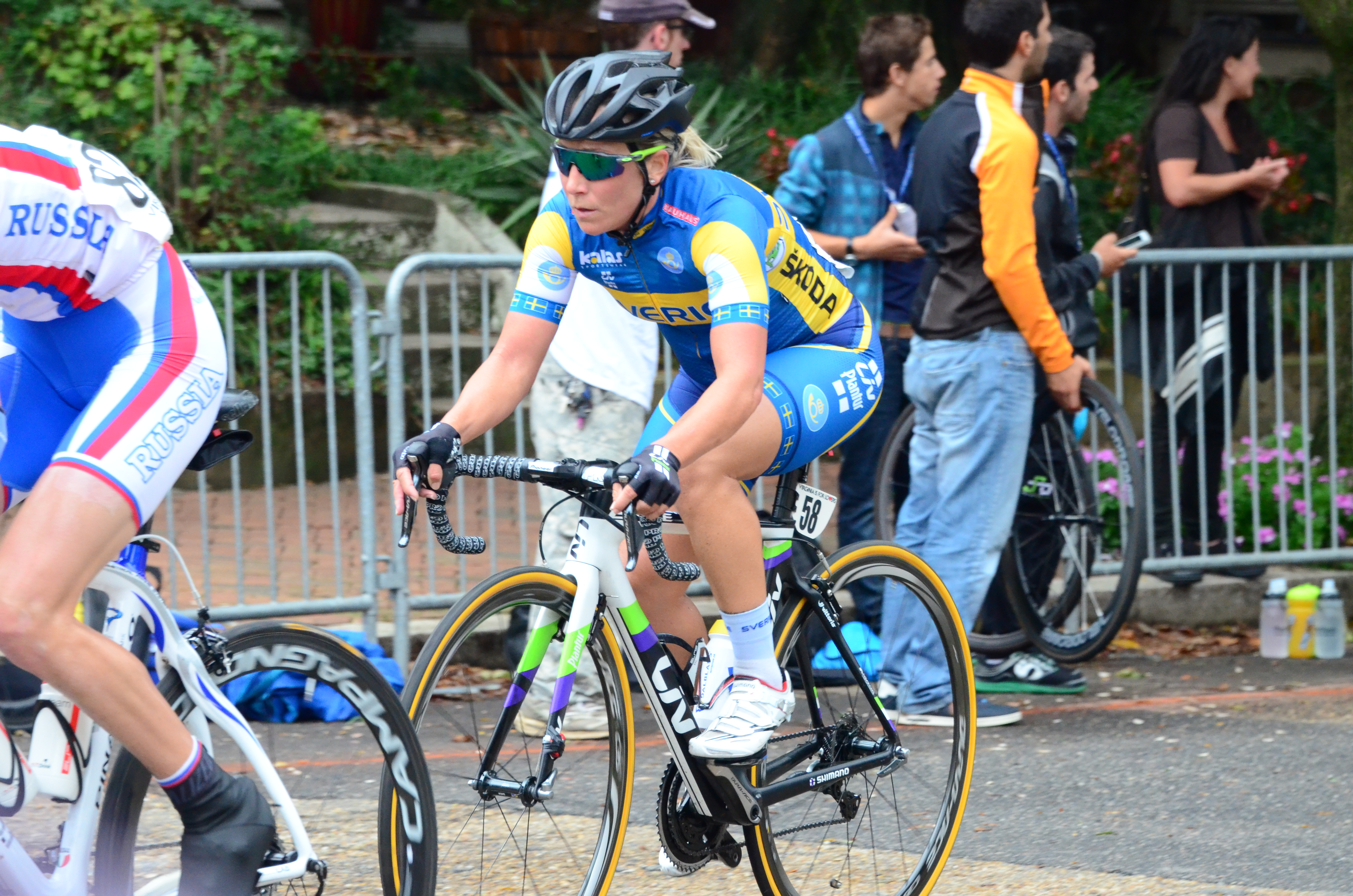
Aux championnats du monde 2015

### Palmarès par années
- 2008
  - Tour de Pologne féminin
  - 6e du Tour de Berne (Cdm)
- 2009
  - 1re étape de l'Albstadt-Frauen-Etappenrennen
  - 6e de l'Open de Suède Vårgårda (Cdm)
  - 7e du Tour de Nuremberg (Cdm)
- 2010
  - 3e du championnat de Suède sur route
  - 3e du championnat de Suède du contre-la-montre
- 2011
  - 3e du championnat de Suède du contre-la-montre
  - 3e du Grand Prix de Cholet
- 2013
  - 5e du Tour de l'île de Chongming (Cdm)
- 2014
  - 3e du championnat de Suède sur route
- 2015
  - 2e du championnat de Suède sur route
  - 2e du championnat de Suède du contre-la-montre
  - 3e de l'Omloop van het Hageland
  - 3e du Trofee Maarten Wynants
- 2016
  - 2e du championnat de Suède sur route
- 2018
  - 3e du Tour du Guangxi
  - 3e du Tour d'Uppsala
- 2019
  - Tour d'Uppsala :
    - Classement général
    - 1re étape

### Classements UCI
| Année          | 2008 | 2009 | 2010 | 2011 | 2012 | 2013 | 2014 | 2015 | 2016 | 2017 | 2018 |
| Classement UCI | 87e  | 43e  | 57e  | 51e  | 335e | 80e  | 87e  | 91e  | 83e  | 516e | 64e  |